# カイザー (プロレスラー)
カイザー（Kaiser、生年不明2月14日 - ）は、ペルー出身の男性プロレスラーである。リマ出身。身長172センチメートル、体重89キログラム。2005年デビュー。
ペルーのプロレス団体・LWA（リーダー・レスリング・アソシエーション）に所属し、日本のプロレスリング・ノアに参戦経験がある。

## 略歴
2005年にプロレスラーとしてデビュー。ペルーのプロレス団体のLWA（Leader Wrestling Association）を主戦場とする。
2011年6月20日にカオスを倒しLWA Maximo王座を獲得する。同年12月7日に南米遠征中のKENTAと対戦している（パートナーはリッキー・マルビン）。
2012年9月には自身が待望していたプロレスリング・ノアに初参戦・初来日。第6回日テレG+杯争奪ジュニアヘビー級タッグ・リーグ戦にチリ出身のガストン・マテオと"南米代表チーム"として初出場。1勝のみの得点2で、Aブロック最下位に終わった。
日本のプロレスをリスペクトし、強い影響を受けている。特に三沢光晴の影響が色濃く、三沢と同じエメラルド・グリーンを基調としたコスチュームを着用したり、三沢が得意としたエメラルド・フロウジョンやエルボー・コンビネーションを繰り出すこともある。他にも小橋のハーフネルソン・スープレックスを使うこともある。

## タイトル歴
- LWAマキシモ王座

## 得意技
- ハーフネルソン・スープレックス
- カイザー・ドライバー
- パッケージ・パイルドライバー
- エルボー・バット各種
- エメラルド・フロウジョン